# 読売新聞ニュース
『読売新聞ニュース』（よみうりしんぶんニュース）（シリーズ）は、読売新聞が提供するニュース。またはそれを主体とした放送番組のこと。

## テレビ

### 概歴
もともとは、3社ニュースの一角。日本テレビ開局直後の1953年8月31日にスタート。初期はニュース映画。当初は『讀賣テレビニュース』という表題だった 。2000年9月まで毎日午後と深夜の各10分ずつ、日本テレビと関東地方の独立局  （夕刊のみ。いわゆる5社ニュースの枠）などで放送され、さらに2002年3月から2008年3月までは日テレジータスでも放送されていたニュース番組。読売映像（旧：読売映画社。読売スタジオを統合して、現・イカロス）制作協力。

#### 初期（1953年 - 1974年）
1955年4月、ラジオ東京テレビ（KRT、現：TBSテレビ）の開局で同局からも放送されるようになった。日本テレビは読売映画社の制作によるニュース映画を放送した。KRTは読売新聞記者がニュースを読み番組を進行する傍ら、解説を務める自社制作のスタジオニュースだったが、後にニュース映画の放送になった。
1958年8月、読売テレビの開局に伴い『よみうりニュース』の放送を開始（『NTVニュース』のタイトルを差し替えて放送。この他別途『讀賣テレビニュース』も放送）。その後、読売テレビ向けと同様に日本テレビの『NTVニュース』を、「読売新聞社協力」のクレジットを付けて全国に放送した。
1962年4月、名古屋放送（現：名古屋テレビ（メ〜テレ））では、開局と同時に日本テレビの『あさ7時のニュース』を『讀賣新聞あさ7時のニュース』にタイトル変更して同時ネット。名古屋テレビは1973年春に日本テレビ系列を離脱することとなるが、先述のタイトルでいつまで放送されていたかは不明（当時、名古屋では読売新聞は発行しておらず、中部読売新聞（現：読売新聞中部支社）は1975年に創刊された）。

#### 日本テレビへの1本化以降（1974年 - 1996年）
新聞と在京テレビ局の資本再編に伴い、1974年3月いっぱいでTBSテレビでの放送が打ち切られると、これまでの日本テレビ・TBSテレビ各2日おきの放送から、日本テレビでの連日放送となり、放送時間も半年後の1974年10月からは夕方5時50分 - 6時00分から夕方5時00分 - 5時10分に移行した。さらにその後、1982年から夕方3時50分 - 4時00分の10分間に放送時間を移した（土曜日は従来どおり夕方5時00分スタート）。なお、夕刊のニュースはこれ以後原則として夕刊が配達される地域を中心に放送されるようになった（山陰中央テレビジョン放送→日本海テレビジョン放送、広島テレビ放送などのように、夕刊の無い一部地域でも放送されていた）。
日本テレビでの連日放送体制以降、読売新聞東京本社内に日本テレビのスタジオが設けられ、1977年4月4日放送分よりそのスタジオから放送されるようになった。基本的には読売新聞の紙面をバックに、紙面記事からキャスターの解説を加えてニュースを伝えるという体裁だったが、1996年のタイトル改題以後はVTRも使われた。エンディングには必ずキャスター席にある東京本社の代表電話番号のパネル（後期はテロップ）を表示し、サイドに縦書きで「読売新聞社テレビスタジオ」という字幕を出していた。
また、その後テレビ神奈川・千葉テレビ・テレビ埼玉・テレビ和歌山でも、5社ニュース枠の5時50分 - 6時00分の枠で時差放送（週1回程度、主に火曜日だが、テレビ和歌山は平日の毎日放送。同じ内容を局を変えての実質再放送。千葉テレビでは放送後「5社ニュース」ローテーションが字幕表示されていた）された。また、山梨県においては日本テレビ系列の山梨放送ではなく、読売の資本があるテレビ山梨（TBS系列）で、1990年代の一時期に木・金曜日の夕方に5分に編集された内容で放送されていた。
番組のスポンサーとして、日本テレビでの連日放送体制に移行してからは午後枠に限り、東京電力の一社提供となった。ネットを受けていた局のうち、静岡第一テレビも放送エリアである静岡県富士川以東が東京電力の配電エリアとなっていることから、1979年7月の開局に伴うネット開始以降、同じく午後枠は同社の一社提供枠として続いた。なお、山梨県内も東京電力の配電エリアであるが、本番組をネットしていたテレビ山梨では東京電力による一社提供枠とはならず、金曜日のみローカルスポンサーが付く形で放送されていた。
一方、大阪・読売テレビでは、1982年4月3日から2000年9月29日の終了まで、夕刊の時間帯は大阪本社独自の企画ネットとしての『読売新聞ニュース』が放送されることになった（後期は5分に縮小）。
- 読売テレビで独自に放送されるようになったきっかけは、東京本社が制作した内容が東京中心になりなじみが薄いため、大阪本社版夕刊に対応した関西のきめ細かなニュースを提供する目的があった[5]。
- 放送時間（月-金曜のみ）は当初は16時45分から10分間→その後全国放送と同じ15時50分から10分間→16時00分から10分間→最終的には15時48分から5分間と転々としていた。15時45分から10分間の時期もあった。
- 番組の内容は読売新聞大阪本社の編集記者と讀賣テレビ放送のアナウンサーがその日の注目ニュースの中から2 - 3項目をピックアップしてNNN配給の映像を交えて解説を行うというものだった。
- 当然タイトルも差し替えられ、お天気カメラによる近畿圏の各地の映像を交えてタイトルを出していた。オープニング・エンディングの音楽も差し替えられたため、関西では全国ネットの『読売新聞ニュース』のテーマ音楽は新聞休刊日バージョン（後述）でアレンジが聞ける程度となっていた。
- 大阪本社は関西だけをエリアにしているわけではないにもかかわらず、関西以外でのネットは一切なかった。例えば、統合版しか発行されていない地域をエリアとする日本海テレビや広島テレビは東京版をネットしていた。

これとは別に、読売新聞ニュースの姉妹番組が相次いで登場した。1978年4月3日に『読売新聞あすの朝刊』がスタート。さらに放送開始時期は不明だが、新聞休刊日 の午前中（主に10時30分からだったが、ごく初期のころは『カリキュラマシーン』『おはよう!こどもショー』やアニメ再放送枠『おーい!まんがだヨー』の枠内の8時ごろに放送されたことがあった。1月2日は除く）には『読売新聞テレビ朝刊』も放送するようになった。こちらのオープニングテーマミュージックは夕方の放送の短縮バージョンというアレンジであった。本編冒頭で挨拶に続いて「きょうは新聞休刊日で朝刊がありませんので、かわりにテレビ朝刊をお届けします」とキャスターが断っていた。

#### 番組タイトル改題（1996年 - 2000年）
1996年3月まで（それ以前にネットを取り止めた局もあり）午後は『読売新聞ニュース』（夕刊）、深夜は『読売新聞あすの朝刊』というタイトルで放映してきたが、1996年4月からそれぞれ『読売新聞は〜い夕刊』『読売新聞は〜い朝刊』と変更した。同時に土曜日夕刊の放送は廃止された。
新聞休刊日の『テレビ朝刊』は1999年12月13日放送を最後に打ち切り。それ以外の『は〜い夕刊』『は〜い朝刊』の両番組も2000年9月29日で放送終了となった。

#### 地上波放送の終了とG+版（2000年 - ）
2002年3月に開局したCSデジタル放送・「日テレジータス」にて、読売新聞ニュースが開始された。当初はデジタルニュース（文字ニュース）も放送されていたが、やがて女性キャスターが1人で進行し、当日の読売新聞の記事を紹介するスタイルに落ち着いた。ニュース映像に関しては「日テレNEWS24」からの提供を受けることもあった。この番組も2008年3月28日をもって終了した。
なお、同時に始まった『読売ニュースナビ』は2012年3月まで10年間続いたが、日テレ系CS放送の棲み分け（日テレジータスをスポーツ専門チャンネルの位置づけを明確にするため）に伴い終了となった。
地上波での動きとしては、2004年1月から関東地方ローカルであるが、読売新聞社も制作に参加する日本テレビの番組『イブニングプレス donna』の放送が始まる。この番組では、読売新聞夕刊の注目記事紹介が行われている（ただし記事紹介は2項目のみ）。単独番組としてはいったんは2008年3月27日で終了し、翌週からは生ワイド番組『アナ☆パラ』に事実上吸収されるが、同年7月31日に『アナ☆パラ』が終了したため、再び単独番組に戻った。

### 放送時間 (日本テレビ)
| 期間                       | 午後（夕刊）  | 午後（夕刊）  | 深夜（朝刊）  | 深夜（朝刊）  | 深夜（朝刊）  | 深夜（朝刊）  |
| 期間                       | 月 - 金       | 土            | 月 - 水       | 木            | 金            | 土            |
| -------------------------- | ------------- | ------------- | ------------- | ------------- | ------------- | ------------- |
| 1974年4月 - 1974年9月      | 17:50 - 18:00 | 17:50 - 18:00 | （放送なし）  | （放送なし）  | （放送なし）  | （放送なし）  |
| 1974年10月 - 1982年3月     | 17:00 - 17:10 | 17:00 - 17:10 | （放送なし）  | （放送なし）  | （放送なし）  | （放送なし）  |
| 1978年4月 - 1982年3月      | 17:00 - 17:10 | 17:00 - 17:10 | 24:30 - 24:40 | 24:30 - 24:40 | 24:30 - 24:40 | 24:50 - 25:00 |
| 1982年4月 - 1983年9月      | 15:50 - 16:00 | 17:00 - 17:10 | 24:30 - 24:40 | 24:30 - 24:40 | 24:30 - 24:40 | 24:50 - 25:00 |
| 1983年10月 - 1984年9月     | 15:50 - 16:00 | 17:00 - 17:10 | 24:30 - 24:40 | 24:30 - 24:40 | 24:30 - 24:40 | 25:20 - 25:30 |
| 1984年10月 - 1985年3月     | 15:50 - 16:00 | 17:00 - 17:10 | 24:30 - 24:40 | 24:30 - 24:40 | 24:30 - 24:40 | （変則放送）  |
| 1985年4月 - 1986年3月      | 15:50 - 16:00 | 17:00 - 17:10 | 24:40 - 24:50 | 24:40 - 24:50 | 24:55 - 25:05 | （変則放送）  |
| 1986年4月 - 1987年3月      | 15:50 - 16:00 | 17:00 - 17:10 | 24:40 - 24:50 | 24:40 - 24:50 | 24:55 - 25:05 | 25:00 - 25:10 |
| 1987年4月 - 1988年3月      | 15:50 - 16:00 | 17:00 - 17:10 | 24:35 - 24:40 | 24:35 - 24:40 | 24:55 - 25:05 | 24:55 - 25:05 |
| 1988年4月 - 1990年3月      | 15:50 - 16:00 | 17:00 - 17:10 | 24:55 - 25:05 | 24:55 - 25:05 | 24:55 - 25:05 | 24:55 - 25:05 |
| 1990年4月 - 1994年3月      | 15:50 - 16:00 | 17:00 - 17:10 | 24:55 - 25:05 | 24:55 - 25:05 | 24:55 - 25:05 | 25:00 - 25:10 |
| 1994年4月 - 1995年3月      | 15:50 - 16:00 | 17:00 - 17:10 | 24:45 - 24:55 | 24:45 - 24:55 | 25:15 - 25:25 | 25:25 - 25:35 |
| 1995年4月 - 1995年10月     | 15:50 - 16:00 | 17:00 - 17:10 | 24:50 - 25:00 | 24:50 - 25:00 | 25:20 - 25:30 | 25:25 - 25:35 |
| 1995年11月 - 1997年9月     | 15:50 - 16:00 | （放送終了）  | 25:00 - 25:10 | 25:30 - 25:40 | 25:30 - 25:40 | 25:25 - 25:35 |
| 1997年10月 - 2000年9月29日 | 15:50 - 16:00 | （放送終了）  | 25:25 - 25:35 | 25:25 - 25:35 | 24:55 - 25:05 | 25:25 - 25:35 |

- すべて日本時間で表記。放送分は10分。
- 深夜（朝刊）は最終版ニュース、スポーツニュース、23 - 24時台のバラエティ番組枠の改編によって目まぐるしく変動している。

### 担当記者・キャスター
当初は読売新聞の第一線の記者（甲藤信郎、深沢史一、永井清陽、中野士朗、鍬守幹雄、杉林昇、広瀬喜久男ら）がメインに登場していた。その中で1984年10月から1986年3月までの土曜日に限っては、生放送のバラエティ番組として『TV海賊チャンネル』が『あすの朝刊』を内包する格好（中断扱いではなく、番組内のひとつのコーナーとしての扱い）で放送されており、キャスターとして東京本社電波報道部の金行章輔、コーナー進行役および日本テレビスタジオとのかけ合い役として、タレントの市川かおりが担当した。
その後1988年頃からの『あすの朝刊』では、日本テレビの記者・アナウンサーや外部のキャスターらが担当するようになっていった。
- 日本テレビの社員：福富達（元読売新聞記者）・和田千年・小林完吾・本多当一郎
- 外部キャスター：荒川修・中村慶一郎（元読売新聞記者）ほか

さらに『は〜い朝刊』に改題した1996年からは、読売新聞の記者と以下のような外部の女性キャスターとのペアリングとなった。
- 上野ゆい・雲野右子・大場美津子・原元美紀・矢玉みゆ紀（現・白石海夕希）・藤岡久美子・吹田明日香ほか

また『あすの朝刊』末期から『は〜い朝刊』初期の土曜日には、読売新聞の英字紙『ザ・デイリー読売（放送当時。現・ジャパン・ニューズ）』の女性記者のヘザー・ハワードがレギュラー担当し、同紙からのトピックを数項目放送していた。なお、地上波の最終回（『は〜い朝刊』）は、矢玉みゆ紀が担当。
G+版での最終月（2008年3月）に出演していたキャスターは、次の3人であった。
- 長谷川洋子・中山美香・小沢尚美

## ラジオ
ラジオ版『読売新聞ニュース』は、ラジオ東京（現：TBSラジオ）開局の1951年12月からスタート。当時のTBSテレビ同様、朝日・毎日と交互で隔日に放送されていた。その後、北日本放送でも放送される。

1974年3月にTBSラジオでの放送がいったんは打ち切られたものの、巨人戦ホームゲーム中継権の関係で、1979年から一時的に『読売新聞ニュース』の放送が復活した。ただし、巨人戦ホームゲームの中継権が完全にフリーとなった1995年4月以降は、TBSラジオでは放送されていない。
一方で、1978年1月からはラジオ関東（現：ラジオ日本）より連日放送されるようになり、2012年10月からは『ラジオ日本ニュース』に改題したものの、引き続き読売新聞が協力している。また山口放送や西日本放送などでも放送を開始した。さらに1980年以降、地方FMラジオ局が次々と開局したことに伴い、『読売新聞ニュース』または読売新聞関与の情報番組もまた、放送する局が増加している。この他、日本各地のコミュニティ放送でも読売新聞協力のニュースを放送する局がある（例：エフエムもりぐち〔FM HANAKO〕『HANAKO NEWS』、FMさつませんだい『FMさつませんだい読売ラジオニュース』）。
主な配信局・ニュース
- 山口放送
- エフエム山陰
- エフエム青森（エフエム青森ニュース、2022年3月で読売新聞配信のニュースを終了。）
- エフエム山形（FM山形ニュース）
- エフエムラジオ新潟（FM-NIIGATA NEWS、単独放送あるいは新潟日報と共同放送）
- 福井エフエム放送（FM福井ニュース）
- エフエム京都（Yomiuri Shimbun Headline News）
- エフエム徳島（FM徳島ニュース、平日夕方のみの放送）

## その他
- 近鉄特急の列車内の車内案内表示装置に提供された文字ニュースがスクロール表示されている。
- かつては東海道・山陽・九州新幹線の車内でも文字ニュースを提供していたが、東海道新幹線は2020年3月13日で、山陽・九州新幹線でも2023年3月末で終了した[7]。
- コンビニエンスストア大手のローソンの店内放送「ローソンCSほっとステーション」へのニュース提供も行っている。